# Премія НАН України імені Ю. О. Митропольського
Премія НАН України ім. Ю. О. Митропольського заснована постановою Президії НАН України від 10.0 6.2009 No 178. Премію присуджують за видатні наукові роботи в галузі математики та нелінійної механіки по Відділенню математики НАН України починаючи з 2009 року один раз на три роки. З 2023 року присуджується за видатні наукові роботи в галузях теорій диференціальних рівнянь, динамічних систем та нелінійних коливань.

## Лауреати Премії НАН України ім. Ю.О.Митропольського
2009 за цикл  робіт «Асимптотичні  методи дослідження  рівнянь  нелінійної механіки»
- Самойленко Анатолій Михайлович, академіку НАН України, академіку-секретарю Відділення математики НАН України, директору Інституту математики НАН України

2012 за цикл наукових робіт «Аналітичні та спектральні методи теорії динамічних систем і нелінійних диференціальних рівнянь»
- Бойчук Олександр Андрійович, члену-кореспонденту НАН України, доктору фізико-математичних наук, завідувачу лабораторії крайових задач теорії диференціальних рівнянь Інституту математики НАН України
- Єгорова Ірина Євгеніївна, доктору фізико-математичних наук, старшому науковому співробітнику відділу статистичних методів математичної фізики Фізико-технічного інституту низьких температур ім. Б. І. Вєркіна НАН України
- Кошманенко Володимир Дмитрович, доктору фізико-математичних наук, провідному науковому співробітнику відділу математичної фізики Інституту математики НАН України

2015 за цикл наукових праць «Принцип великих відхилень для випадкових еволюцій»
- Королюк Володимир Семенович, академіку НАН України, доктору фізико-математичних наук, раднику дирекції Інституту математики НАН України

2019 за цикл праць «Розвиток теорії хаосу та концепції ідеальної турбулентності»
- Шарковський Олександр Миколайович, академік НАН України, головний науковий співробітник Інституту математики НАН України
- Романенко Олена Юріївна, докторка фізико-математичних наук, провідна наукова співробітниця Інституту математики НАН України

2025 за серію праць «Аналітичні і алгебро-геометричні методи математичної фізики та їх застосування до дослідження нелінійних моделей і систем»
- Золотарьов Володимир – доктор фізико-математичних наук, провідний науковий співробітник Фізико-технічного інституту низьких температур ім. Б. І. Вєркіна НАН України
- Прикарпатський Анатолій – доктор фізико-математичних наук, професор Інституту прикладної математики та фундаментальних наук Національного університету «Львівська політехніка»
- Самойленко Валерій – член-кореспондент НАН України, головний науковий співробітник Інституту математики НАН України